# Kalbe (Milde)
Kalbe é um município da Alemanha, situado no distrito de Altmarkkreis Salzwedel, no estado de Saxônia-Anhalt. Tem 272,51 km² de área, e sua população em 2019 foi estimada em 7.580 habitantes.